# NGC 7780
NGC 7780 é uma galáxia espiral barrada (SBab) localizada na direcção da constelação de Pisces. Possui uma declinação de +08° 07' 06" e uma ascensão recta de 23 horas, 53 minutos e 32,1 segundos.
A galáxia NGC 7780 foi descoberta em 18 de Outubro de 1881 por Édouard Jean-Marie Stephan.